# Seznam katastrálních území v okrese Rakovník
Seznam katastrálních území okresu Rakovník
V této tabulce je uveden kompletní výčet katastrálních území Okresu Rakovník, včetně rozlohy a místních částí, které na nich leží.
| Název KÚ                  | Místní části                | Obec             | km2   |
| ------------------------- | --------------------------- | ---------------- | ----- |
| A                         | A                           | A                |       |
| Bdín                      | Bdín                        | Bdín             | 2,12  |
| Bedlno                    | Bedlno                      | Jesenice         | 2,61  |
| Branov                    | Branov                      | Branov           | 14,84 |
| Břežany u Rakovníka       | Břežany                     | Břežany          | 7,88  |
| Bukov u Hořoviček         | Bukov                       | Hořovičky        | 2,71  |
| Čistá u Rakovníka         | Čistá                       | Čistá            | 12,65 |
| Děkov                     | Děkov, Nová Ves             | Děkov            | 4,67  |
| Drahouš                   | Drahouš, Svatý Hubert       | Drahouš          | 12,38 |
| Hokov                     | Hokov                       | Hořovičky        | 3,53  |
| Hořesedly                 | Hořesedly                   | Hořesedly        | 5,84  |
| Hořovičky                 | Hořovičky                   | Hořovičky        | 7,67  |
| Hostokryje                | Hostokryje                  | Senomaty         | 3,36  |
| Hracholusky nad Berounkou | Hracholusky                 | Hracholusky      | 6,83  |
| Hřebečníky                | Hřebečníky, Šlovice         | Hřebečníky       | 8,64  |
| Hředle                    | Hředle                      | Hředle           | 8,21  |
| Hvozd                     | Hvozd, Žďáry                | Hvozd            | 3,68  |
| Chlum u Rakovníka         | Chlum                       | Pavlíkov         | 13,73 |
| Chotěšov u Rakovníka      | Chotěšov                    | Jesenice         | 3,12  |
| Chrášťany u Rakovníka     | Chrášťany, Nový Dvůr        | Chrášťany        | 10,15 |
| Janov                     | Janov                       | Janov            | 3,16  |
| Jesenice u Rakovníka      | Jesenice                    | Jesenice         | 12,58 |
| Kalivody                  | Kalivody                    | Kalivody         | 4,35  |
| Kalubice                  | Kalubice                    | Velká Buková     | 1,89  |
| Karlova Ves               | Karlova Ves                 | Karlova Ves      | 10,43 |
| Klečetné                  | Klečetné                    | Oráčov           | 3,89  |
| Kněževes u Rakovníka      | Kněževes                    | Kněževes         | 12,56 |
| Kolešov                   | Kolešov                     | Kolešov          | 5,15  |
| Kolešovice                | Heřmanov, Kolešovice        | Kolešovice       | 11,22 |
| Kosobody                  | Kosobody                    | Jesenice         | 4,24  |
| Kostelík                  | Kostelík                    | Slabce           | 1,85  |
| Kounov u Rakovníka        | Kounov                      | Kounov           | 8,58  |
| Kozojedy                  | Kozojedy                    | Kozojedy         | 7,19  |
| Krakov                    | Krakov                      | Krakov           | 4,45  |
| Krakovec u Rakovníka      | Krakovec, Zhoř              | Krakovec         | 8,03  |
| Kroučová                  | Kroučová                    | Kroučová         | 3,47  |
| Krty                      | Krty                        | Krty             | 8,66  |
| Krupá                     | Krupá                       | Krupá            | 7,43  |
| Krušovice                 | Krušovice                   | Krušovice        | 6,36  |
| Křekovice                 | Křekovice                   | Čistá            | 2,03  |
| Křivoklát                 | Častonice, Křivoklát, Písky | Křivoklát        | 6,43  |
| Lašovice                  | Lašovice                    | Lašovice         | 3,82  |
| Lhota pod Džbánem         | Lhota pod Džbánem           | Mutějovice       | 4,11  |
| Lhota u Rakovníka         | Lhota                       | Čistá            | 4,36  |
| Lišany u Rakovníka        | Lišany                      | Lišany           | 8,92  |
| Lodenice                  | Lodenice                    | Mšecké Žehrovice | 2,08  |
| Lubná u Rakovníka         | Lubná                       | Lubná            | 8,74  |
| Lužná u Rakovníka         | Lužná                       | Lužná            | 29,78 |
| Malinová                  | Malinová                    | Malinová         | 3,28  |
| Městečko u Křivoklátu     | Městečko                    | Městečko         | 14,4  |
| Milíčov                   | Milíčov                     | Šípy             | 4,2   |
| Milostín                  | Milostín, Povlčín           | Milostín         | 7,18  |
| Milý                      | Milý                        | Milý             | 8,7   |
| Modřejovice               | Modřejovice                 | Slabce           | 5,51  |
| Mšec                      | Mšec                        | Mšec             | 14,2  |
| Mšecké Žehrovice          | Mšecké Žehrovice            | Mšecké Žehrovice | 11,95 |
| Mutějovice                | Mutějovice                  | Mutějovice       | 9,11  |
| Nesuchyně                 | Nesuchyně                   | Nesuchyně        | 10,64 |
| Nezabudice                | Nezabudice                  | Nezabudice       | 7,18  |
| Nouzov u Senomat          | Nouzov                      | Senomaty         | 1,3   |
| Nová Ves u Rakovníka      | Kůzová, Nová Ves, Smrk      | Čistá            | 2,86  |
| Nové Strašecí             | Nové Strašecí, Pecínov      | Nové Strašecí    | 13,37 |
| Novosedly u Rakovníka     | Novosedly                   | Hřebečníky       | 2,52  |
| Nový Dům                  | Nový Dům                    | Nový Dům         | 6,3   |
| Olešná u Rakovníka        | Olešná                      | Olešná           | 10,89 |
| Oráčov                    | Oráčov                      | Oráčov           | 12,15 |
| Otěvěky                   | Otěvěky                     | Žďár             | 4,32  |
| Panoší Újezd              | Panoší Újezd                | Panoší Újezd     | 7,5   |
| Pavlíkov                  | Pavlíkov                    | Pavlíkov         | 12,12 |
| Petrovice u Rakovníka     | Petrovice                   | Petrovice        | 7,02  |
| Podbořánky                | Podbořánky                  | Jesenice         | 11,45 |
| Pochvalov                 | Pochvalov                   | Pochvalov        | 4,56  |
| Přerubenice               | Dučice, Přerubenice         | Přerubenice      | 2,09  |
| Příčina                   | Příčina                     | Příčina          | 2,19  |
| Přílepy                   | Přílepy                     | Přílepy          | 6,63  |
| Pšovlky                   | Pšovlky                     | Pšovlky          | 10,58 |
| Pustověty                 | Pustověty                   | Pustověty        | 14,64 |
| Račice nad Berounkou      | Račice                      | Račice           | 9,83  |
| Rakovník                  | Rakovník I, Rakovník II     | Rakovník         | 18,5  |
| Rousínov u Rakovníka      | Nová Ves, Rousínov          | Slabce           | 4,72  |
| Roztoky u Křivoklátu      | Roztoky                     | Roztoky          | 22,22 |
| Ruda u Nového Strašecí    | Ruda                        | Ruda             | 21,67 |
| Rynholec                  | Rynholec                    | Rynholec         | 6,08  |
| Ryšín                     | Ryšín                       | Pavlíkov         | 1,34  |
| Řeřichy                   | Nový Dvůr, Řeřichy          | Řeřichy          | 4,88  |
| Řevničov                  | Řevničov                    | Řevničov         | 29,24 |
| Senec u Rakovníka         | Senec                       | Senec            | 4,4   |
| Senomaty                  | Senomaty                    | Senomaty         | 9,45  |
| Skryje nad Berounkou      | Skryje                      | Skryje           | 15,04 |
| Skřivaň                   | Skřivaň                     | Pavlíkov         | 8,74  |
| Skupá                     | Skupá                       | Slabce           | 3,52  |
| Slabce                    | Malé Slabce, Slabce         | Slabce           | 8,31  |
| Smilovice                 | Smilovice                   | Smilovice        | 1,68  |
| Soseň                     | Soseň                       | Jesenice         | 3,62  |
| Srbeč                     | Srbeč                       | Srbeč            | 6,26  |
| Strachovice               | Strachovice                 | Čistá            | 3,44  |
| Svinařov                  | Svinařov                    | Slabce           | 3,73  |
| Svojetín                  | Svojetín                    | Svojetín         | 5,78  |
| Sýkořice                  | Sýkořice                    | Sýkořice         | 15,85 |
| Šanov u Rakovníka         | Šanov                       | Šanov            | 7,63  |
| Šípy                      | Bělbožice, Šípy             | Šípy             | 7,43  |
| Švihov u Rakovníka        | Švihov                      | Švihov           | 2,96  |
| Tlestky                   | Tlestky                     | Drahouš          | 2,41  |
| Třeboc                    | Třeboc                      | Třeboc           | 9,51  |
| Třtice u Nového Strašecí  | Třtice                      | Třtice           | 8,89  |
| Týřovice nad Berounkou    | Týřovice                    | Hřebečníky       | 3,01  |
| Tytry                     | Tytry                       | Pavlíkov         | 3,54  |
| Újezd nad Zbečnem         | Újezd nad Zbečnem           | Zbečno           | 7,12  |
| Újezdec u Rakovníka       | Újezdec                     | Hřebečníky       | 4,25  |
| Václavy                   | Václavy                     | Václavy          | 5,3   |
| Veclov u Svojetína        | Veclov                      | Svojetín         | 3,05  |
| Velká Buková              | Malá Buková, Velká Buková   | Velká Buková     | 11,64 |
| Velká Chmelištná          | Hůrky, Velká Chmelištná     | Velká Chmelištná | 8,34  |
| Vlkov u Rakovníka         | Vlkov                       | Děkov            | 4,38  |
| Vrbice u Hořoviček        | Vrbice                      | Hořovičky        | 5,22  |
| Všesulov                  | Všesulov                    | Všesulov         | 4,18  |
| Všetaty u Rakovníka       | Všetaty                     | Všetaty          | 6,01  |
| Zavidov                   | Zavidov                     | Zavidov          | 3,76  |
| Zbečno                    | Zbečno                      | Zbečno           | 8,02  |
| Zderaz u Kolešovic        | Zderaz                      | Kolešovice       | 4,12  |
| Zdeslav u Rakovníka       | Zdeslav                     | Čistá            | 3,73  |
| Žďár u Rakovníka          | Žďár                        | Žďár             | 4,33  |

Celková výměra 896,35 km2